# Bristol Fighter
El Bristol Fighter es un automóvil superdeportivo británico fabricado por Bristol Cars en unidades muy escasas desde 2004 hasta 2011, y los medios de comunicación no dudan en llamarlo el deportivo.

## Características
Su carrocería coupé, que presenta unas puertas de ala de gaviota, fue diseñada por el antiguo ingeniero de Fórmula 1 del equipo Brabham Max Boxstrom, y confiere al coche un Cd de 0,28. La marca declara una velocidad máxima de 338 km/h.
El vehículo monta un motor V10 en posición frontal de 7996 cc, basado en el que equipa, por ejemplo, el Dodge Viper, pero con modificaciones hechas por Bristol con el fin de producir una potencia total de 532 cv a un régimen de 5600 rpm, y una torsión de 698 Nm a 4200 rpm. De este modo, Bristol Cars continúa su tradición de usar motores de procedencia Chrysler desde 1961. En la versión más potente, denominada comercialmente Fighter S, el motor ha sido mejorado hasta exprimir 660 cv a altas velocidades, usando el efecto de aire forzado.
El peso del Fighter es de 1600 kg. El precio de venta en 2005 ascendía a 229.125 £ (263.000€), o 256.150 £ (294.000€) para el Fighter S.
El coche equipa una transmisión manual de 6 relaciones o una transmisión automática de 4 velocidades; tiene tracción trasera. Puede alcanzar los 100 km/h desde parado en 4 segundos, y disfruta de una relación potencia/peso de 362 cv/tonelada.
Aunque se publicaron algunos bocetos y modelos a escala anteriormente, no fue sino hasta mayo de 2003 cuando se pudo contemplar la primera unidad completa del Fighter. Evo Magazine fue la primera revista en poder dar una prueba de conducción del vehículo en abril de 2005.

## Fighter T
En 2006, Bristol anunció el Fighter T, una versión con turbocompresor del Fighter con un motor V10 modificado que llega a producir la cifra de 1026 cv y 1405Nm de torsión a 4500 rpm. Este hecho lo convierte en el primer automóvil de producción con un motor turbo V10. El Fighter T también goza de una aerodinámica mejorada hasta un Cx de 0,27. Bristol asegura que el coche es capaz de alcanzar los 430 km/h; pero que ha sido electrónicamente limitado a unos "más que adecuados" 362 km/h. Cuando el Fighter T entró en producción, era aún más potente que el Bugatti Veyron, que se vendía con la cifra de 1001 CV, aunque no serían suficientes para sobrepasar al SSC Aero de 2007. Las primeras unidades fueron entregadas hacia septiembre de 2007.